# Christina Simon
Christina Simon (de son vrai nom Christina Ganahl, née le 9 octobre 1954 à Lochau) est une chanteuse autrichienne, aussi plus tard sous le nom d'Ina Wolf.

## Biographie
Au milieu des années 1970, Christina Simon fait partie d'une nouvelle scène musicale viennoise. Avec d'autres artistes comme Wilfried, Peter Cornelius, Marianne Mendt, Rainhard Fendrich, Erika Pluhar, André F. Heller ou Franz Morak, elle fait de nombreux disques et apparitions à la télévision. En 1977, elle part aux États-Unis avec son futur mari, Peter Wolf, revient pour jouer dans les comédies musicales Jesus Christ Superstar et Mayflower au Theater an der Wien et au Theater des Westens à Berlin.
L'ÖRF la sélectionne en interne pour représenter l'Autriche au Concours Eurovision de la chanson 1979. La chanson Heute in Jerusalem est composée par Peter Wolf et écrite par André F. Heller. Avec cinq points, elle finit à la dernière place du concours. La chanson sort en allemand et en anglais, sans atteindre les meilleures ventes.
En 1979, elle épouse Peter Wolf en Californie. Sous le nom de Wolf & Wolf puis de Vienna, le couple sort trois albums, où Ina est parolière et leader du groupe avec son époux compositeur. Ina Wolf travaille avec Chicago, Kenny Loggins, Paul Young, Sergio Mendes, Lou Gramm, Natalie Cole, The Pointer Sisters ou Nik Kershaw.
En 1994, le couple retourne vivre en Autriche puis divorce. Elle se consacre au jazz et donne des concerts dans les pays germanophones.
Elle est aussi parolière pour des artistes comme les Preluders, Joana Zimmer ou Thomas Anders.
En novembre 2014, Ina Wolf donne un concert pour fêter les vingt ans de son retour à Rüstorf.